# استفان نورو
استفان نورو (انگلیسی: Stéphane Noro؛ زادهٔ ۲۲ ژانویهٔ ۱۹۷۹) بازیکن فوتبال اهل فرانسه است.
از باشگاه‌هایی که در آن بازی کرده‌است می‌توان به باشگاه فوتبال آپولون لیماسول، باشگاه فوتبال لو آور، باشگاه فوتبال استراسبورگ، باشگاه فوتبال تروا، باشگاه فوتبال سدان، باشگاه فوتبال لیل، باشگاه فوتبال استاد رنس، و باشگاه فوتبال متس اشاره کرد.